# Partido Nacional-Socialista dos Trabalhadores Brasileiros
Partido Nacional-Socialista dos Trabalhadores Brasileiros (PNSTB) é um grupo político neonazista brasileiro fundado em 2012 em Monte Santo de Minas, Minas Gerais. Apesar de se autodenominar partido, não possui registro legal junto ao Tribunal Superior Eleitoral (TSE) e atua predominantemente de forma clandestina e na internet.

## História
O PNSTB foi fundado em 2012 por Harryson Almeida Marson, que se inspirou explicitamente no Partido Nacional-Socialista dos Trabalhadores Alemães (NSDAP) de Adolf Hitler. O fundador chegou a chamar o Holocausto de “holoconto” e utilizava símbolos nazistas em suas redes sociais.

## Ideologia
O PNSTB defende uma ideologia de extrema-direita com inspiração nazista, incluindo nacionalismo racial, antissemitismo e anticomunismo. Apesar de alegar não incitar preconceito, o grupo valoriza “raça, moral e ordem” e nega as perseguições nazistas históricas.

## Atuação e estrutura
O movimento atua principalmente por meio de um site no Wix, blogs e redes sociais, divulgando textos revisionistas e um programa de 25 pontos inspirado no nazismo alemão. Não há registro de candidaturas eleitorais ou participação parlamentar.

## Legalidade
Por apologia ao nazismo e discurso de ódio, o PNSTB pode ser enquadrado na Lei nº 7.716/1989, que criminaliza o uso de símbolos nazistas e o racismo, além de ser alvo de inquéritos por formação de organização criminosa.